# Nové Mohelno
Nové Mohelno (německy Neumugl) je zaniklá osada v Českém lese, v dnešním okrese Cheb. Vesnice se nacházela blízko vrchu Dyleň, 16 km od Mariánských Lázní, velmi blízko hranice Čech s Horní Falcí. Na německé straně hranice se dodnes nachází obec Altmugl, česky dříve Staré Mohelno. Nejbližší vesnicí na české straně bývala Slatina (německy Lohhäuser), která ale již také zanikla. Nejbližším dosud obydleným sídlem na české straně je samota Háj, nejbližší vesnicí pak Vysoká.
Nové Mohelno je také název katastrálního území o rozloze 7,9 km².

## Historie
Staré Mohelno, nacházející se dnes v Bavorsku, je zmíněno poprvé v roce 1312. Richard Švandrlík odvozuje z názvu sídla jeho pravděpodobně slovanský původ.
Nové Mohelno je poprvé zmíněno jako „Neue Mugel“ v letech 1654–1655. Podle berní ruly zde hospodařili čtyři „zahradníci“, tj. chudí chalupníci bez rolí. V Tereziánském katastru z roku 1747 je evidováno deset stavení deseti „zahradníků“. Podle záznamu z roku 1847 mělo Nové Mohelno 24 stavení a celkem 146 obyvatel. V zápise z roku 1895 je uvedeno 24 domů a 107 německých obyvatel.
V roce 1945 byla odlehlá osada v hraničním pásmu vysídlena a během 50. let byla zbořena. V lese v její těsné blízkosti byla poté zřízena rota pohraniční stráže Mohelno, která byla zrušena roku 1978.

## Obyvatelstvo
Při sčítání lidu v roce 1921 zde žilo 109 obyvatel, z toho sedm Čechů, 84 Němců a 18 cizozemců. Všichni obyvatelé se hlásili k římskokatolické církvi.
| Rok            | 1869 | 1880 | 1890 | 1900 | 1910 | 1921 | 1930 | 1950 | 1961 | 1970 | 1980 | 1991 | 2001 | 2011 |
| -------------- | ---- | ---- | ---- | ---- | ---- | ---- | ---- | ---- | ---- | ---- | ---- | ---- | ---- | ---- |
| Počet obyvatel | 126  | 129  | 107  | 99   | 106  | 109  | 93   | –    | –    | –    | –    | –    | –    | –    |
| Počet domů     | 24   | 25   | 24   | 25   | 24   | 23   | 23   | –    | –    | –    | –    | –    | –    | –    |

## Galerie

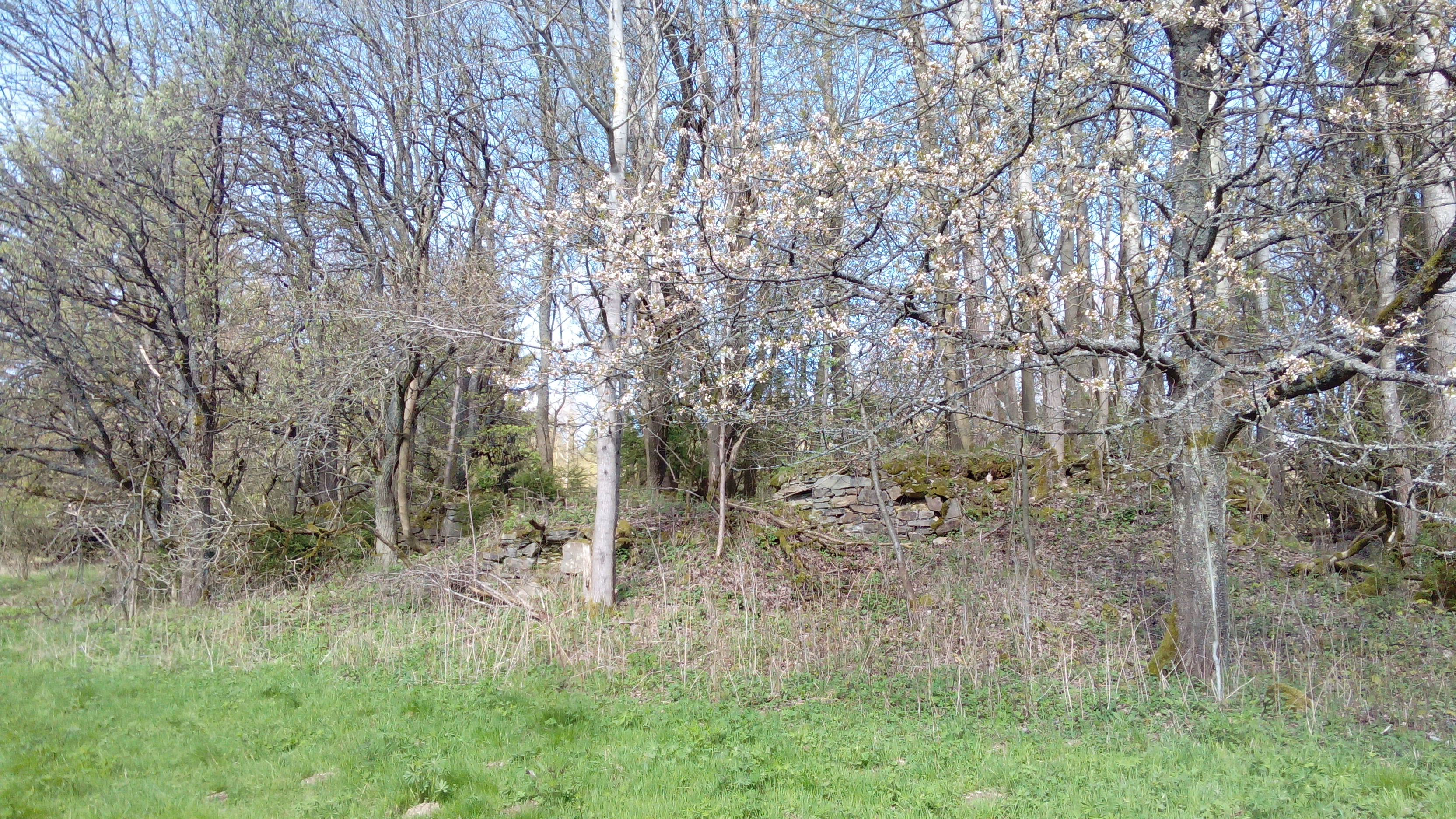
Zbytky stavení v zaniklé osadě Nové Mohelno
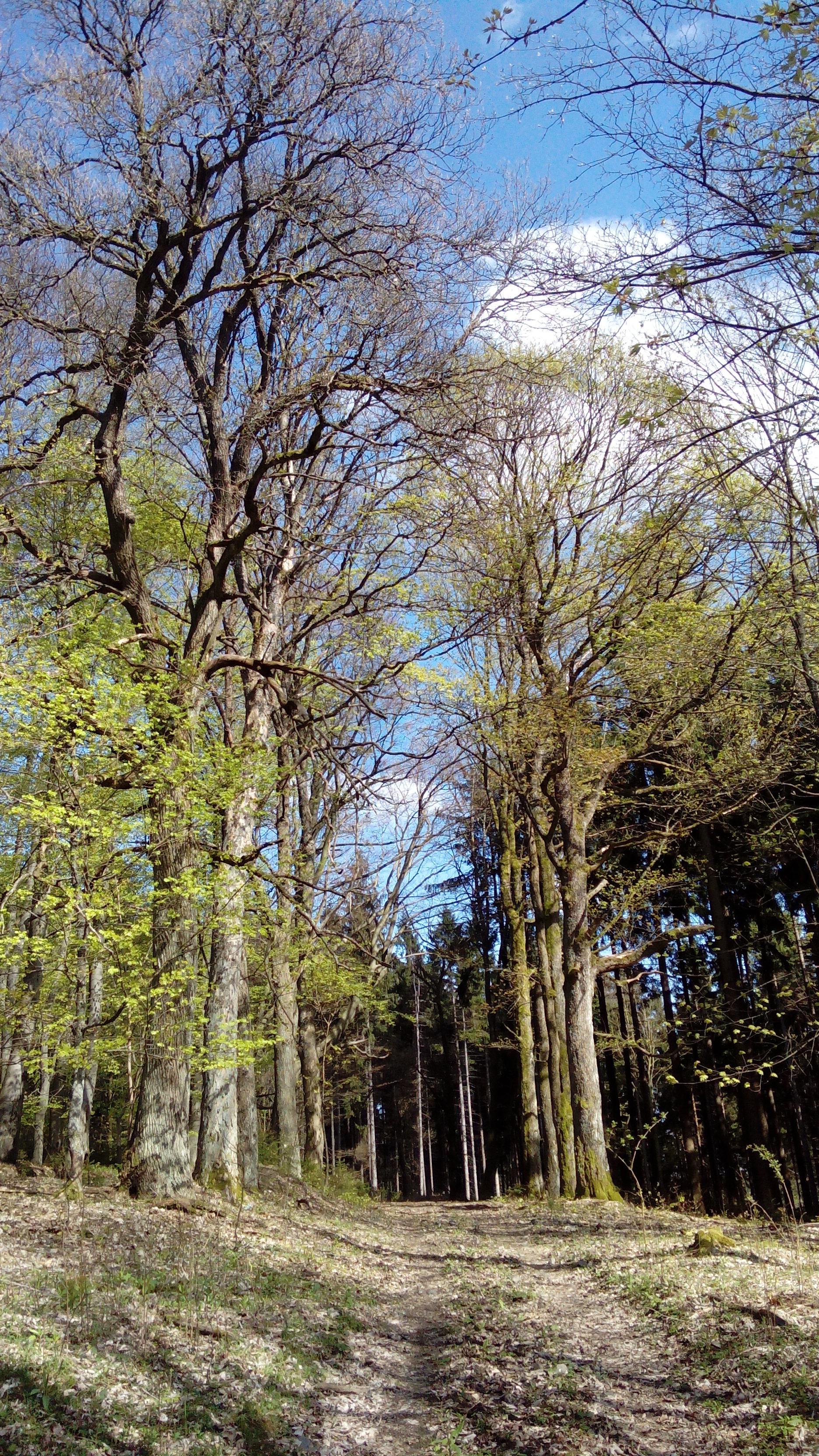
Stará alej připomíná cestu, která dříve vedla vesnicí
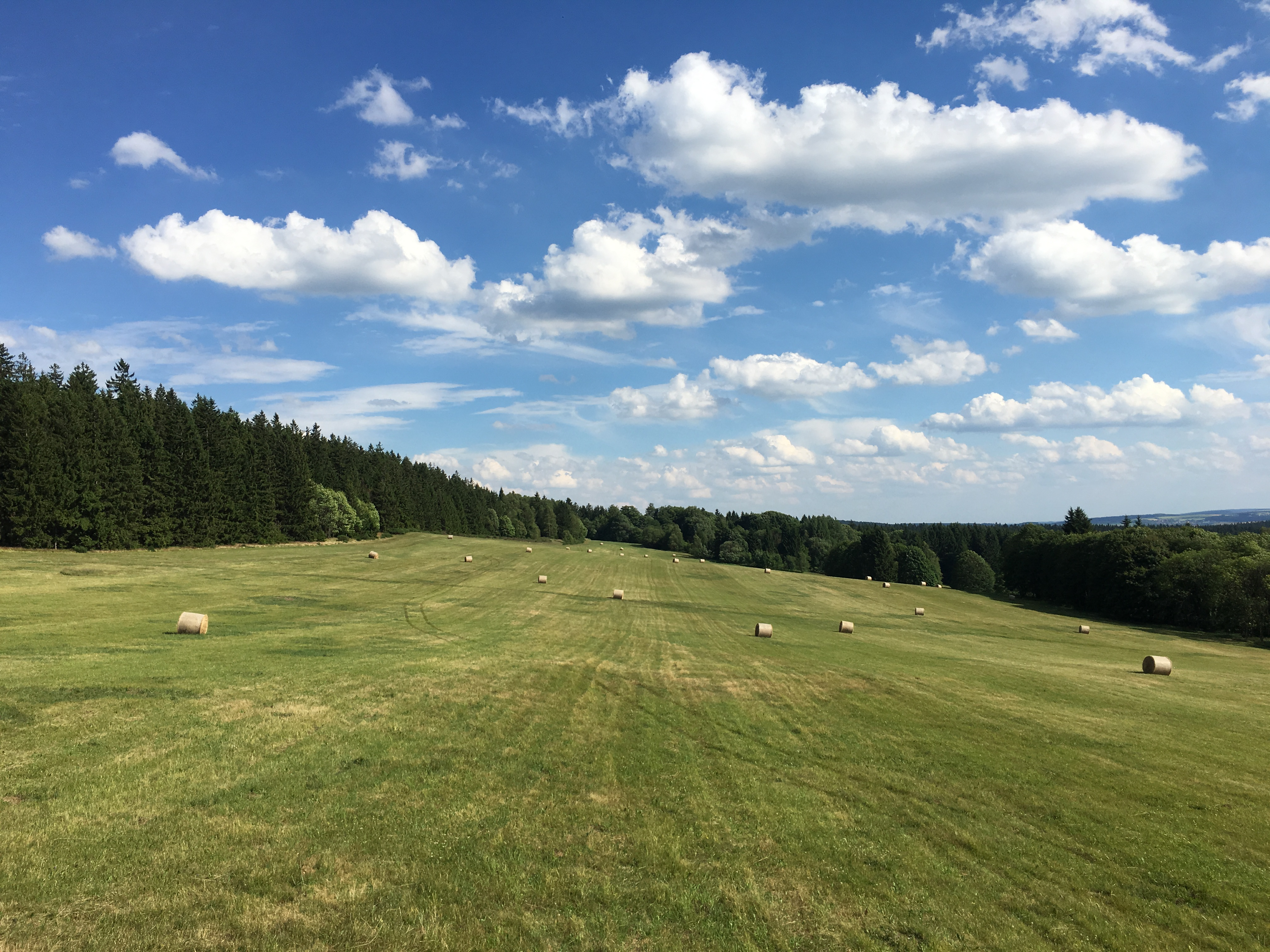
Pohled na bývalé polnosti, obec ležela vpravo dole